# Dawagung
Dawagung is een bestuurslaag in het regentschap Tasikmalaya van de provincie West-Java, Indonesië. Dawagung telt 5705 inwoners (volkstelling 2010).